# Vars (Charente)
Vars – miejscowość i gmina we Francji, w regionie Nowa Akwitania, w departamencie Charente.
Według danych na rok 1990 gminę zamieszkiwało 1 511 osób, a gęstość zaludnienia wynosiła 55 osób/km² (wśród 1467 gmin regionu Poitou-Charentes, Vars plasuje się na 185. miejscu pod względem liczby ludności, natomiast pod względem powierzchni na miejscu 214.).